# Новый (Абинский район)
Но́вый — посёлок в Абинском районе Краснодарского края России. Входит в состав Холмского сельского поселения.

## География
Географическое положение
Посёлок расположен в горной долине в месте слияния речек Малый Хабль и Большой Хабль, у южного входа в ущелье Хабля, разрезающего своим руслом Каменистый хребет (Каменный хребет) , в 12 км на юг от административного центра поселения станицы Холмской.
Уличная сеть
- пер. Лесной,
- пер. Речной,
- ул. Грушки,
- ул. Лесная,
- ул. Набережная,
- ул. Ободки,
- ул. Офицерская,
- ул. Подгорная,
- ул. Сосновая Роща[3].

Климат
умеренно континентальный, без резких колебаний суточных и месячных температур. Продолжительность периода с температурой выше 0° С достигает 9-10 месяцев, из них половина — 4-5 месяцев  - лето  Среднегодовая температура около +11°, постепенно нарастая от 15° в мае до 30° в августе.
Годовая сумма осадков достигает 800 мм..

## История
Согласно Закону Краснодарского края от 5 мая 2004 года N  № 700-КЗ населённый пункт вошёл в образованное муниципальное образование Холмское сельское поселение.
В настоящее время в посёлке Новый находится дольмен, который часто посещают туристы. И «скалы» — частое место посещений туристов и альпинистов.
В данном посёлке помимо ИТК располагалась воинская часть, солдаты которой охраняли колонию. В 1988 году была образована специализированная психиатрическая больница, которая и до настоящего момента является градообразующим предприятием, так же на территории посёлка находится детский садик. До революции в Сосновой роще находился лепрозорий (который упоминается в книге Каверина «Прокаженные»), а далее, на его месте располагалась туберкулёзная больница, где проходили лечение взрослые и дети, там же дети обучались в школе. Приблизительно в перестроечные времена туберкулёзный стационар был заброшен, но на месте его расположения сохранились старые постройки (корпуса, бараки) и старинное кладбище, даты некоторых захоронений на нём датируются 19 веком.

## Население
| 2002 | 2010 |
| ---- | ---- |
| 702  | ↗889 |

## Известные уроженцы, жители
- Гуков, Владимир Иванович (1928—1942) — юный пионер-герой, партизан Великой Отечественной войны.

## Инфраструктура
экономика
- ГУЗ «Специализированная психиатрическая больница № 2» департамента здравоохранения Краснодарского края. До того как там была организована ГУЗ «Специализированная психиатрическая больница № 2» там располагалась ИТК 68/10[6].